# Ichneumon dioryctiae
Ichneumon dioryctiae är en stekelart som beskrevs av Heinrich 1961. Ichneumon dioryctiae ingår i släktet Ichneumon och familjen brokparasitsteklar. Inga underarter finns listade i Catalogue of Life.